# Peristoma

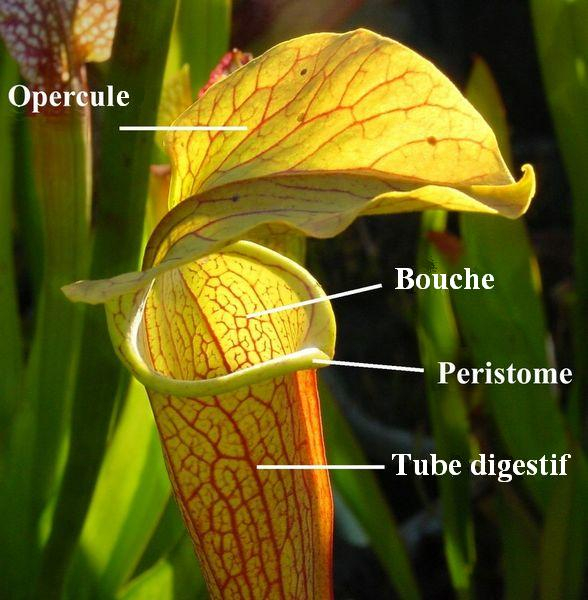
Esquema mostrando a posição do peristoma numa planta.

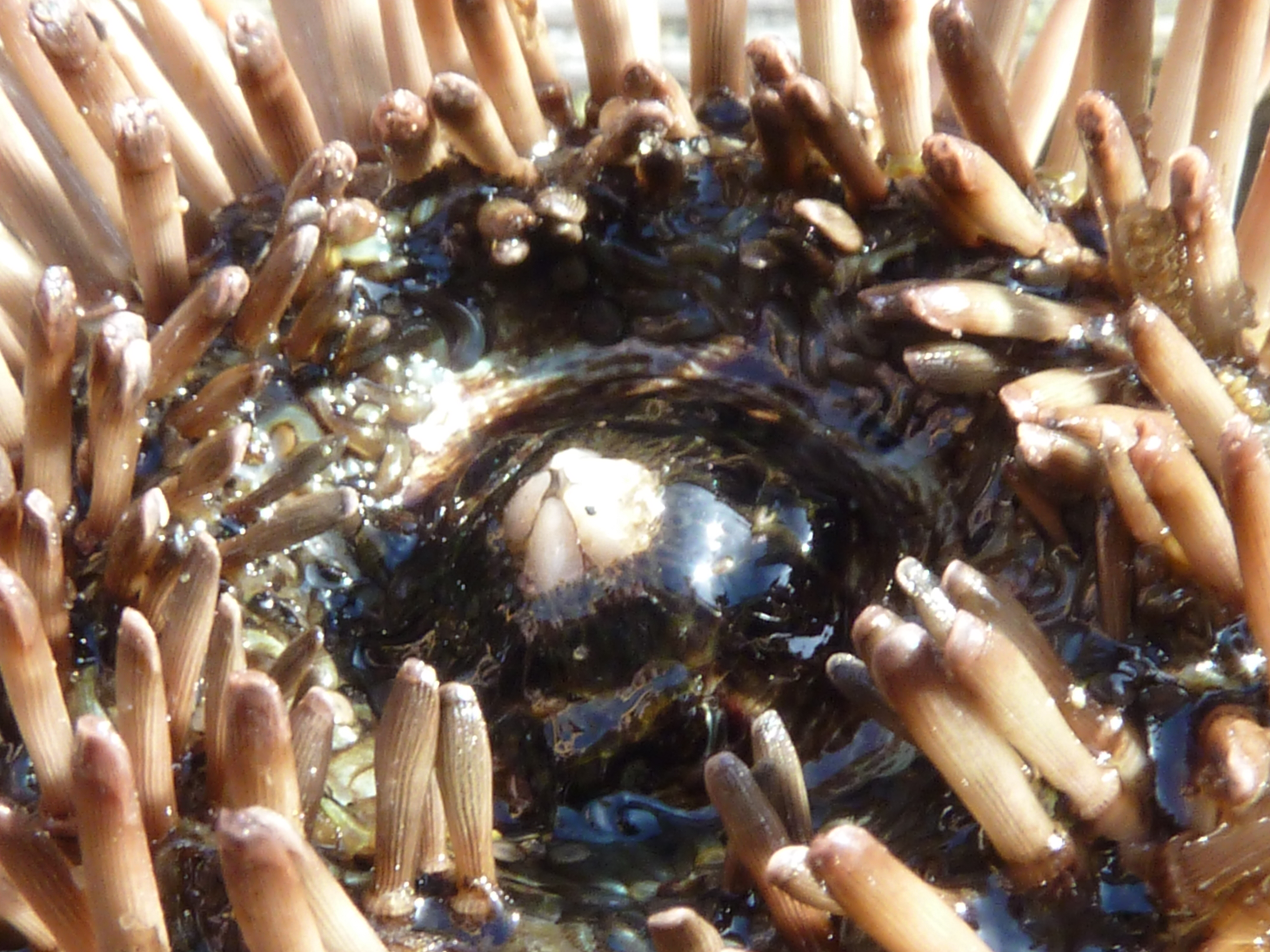
Peristoma de um ouriço-do-mar da espécie Arbacia punctulata.

Peristoma (do grego clássico: peri, 'cerca' ou 'próximo', e stoma, 'boca'; "em torno da boca") é um termo utilizado em diversos ramos da biomorfologia para descrever as estruturas que se localizam em torno da abertura de um órgão, nomeadamente em certas flores, em corpos frutificantes de musgos, da boca dos equinodermes, da abertura da concha de moluscos, da abertura oral de rotíferos e de outros protistas e em fungos.